# Rajd Wysp Kanaryjskich 2000
Rajd Wysp Kanaryjskich 2000 (24. Rallye El Corte Inglés) – 24 edycja rajdu samochodowego Rajd Wysp Kanaryjskich rozgrywanego na Wyspach Kanaryjskich. Rozgrywany był od 14 do 15 kwietnia 2000 roku. Była to dziewiąta runda Rajdowych Mistrzostw Europy w roku 2000 (rajd miał najwyższy współczynnik - 20) oraz druga runda Rajdowych Mistrzostw Hiszpanii.

## Klasyfikacja rajdu
| Miejsce                           | Kierowca                     | Pilot                        | Samochód                     | Czas                         | Strata                       |                              |
| Klasyfikacja generalna i ERC      | Klasyfikacja generalna i ERC | Klasyfikacja generalna i ERC | Klasyfikacja generalna i ERC | Klasyfikacja generalna i ERC | Klasyfikacja generalna i ERC | Klasyfikacja generalna i ERC |
| --------------------------------- | ---------------------------- | ---------------------------- | ---------------------------- | ---------------------------- | ---------------------------- | ---------------------------- |
| 1.                                | Jesús Puras                  | Marc Martí                   | Citroën Xsara Kit Car        | 2:48:47.6                    | 0.0                          |                              |
| 2.                                | Bruno Thiry                  | Stéphane Prévot              | Citroën Xsara Kit Car        | 2:50:36.1                    | +1:48.5                      |                              |
| 3.                                | Ricardo Avero                | Gregorio Pérez José          | Citroën Xsara Kit Car        | 2:53:32.2                    | +4:44.6                      |                              |
| 4.                                | José Brito Pérez             | Rubén González Dávila        | Peugeot 306 Maxi             | 2:54:50.3                    | +6:02.7                      |                              |
| 5.                                | Enrico Bertone               | Valerio Arioli               | Citroën ZX Kit Car           | 2:55:09.6                    | +6:22.0                      |                              |
| 6.                                | Gregorio Picar               | Rodríguez Víctor Pérez       | Ford Escort WRC              | 2:57:17.9                    | +8:30.3                      |                              |
| 7.                                | Manuel Mesa                  | Domingo de Paz               | Peugeot 306 Maxi             | 2:57:52.1                    | +9:04.5                      |                              |
| 8.                                | Bert de Jong                 | Theo Badenberg               | Subaru Impreza S5 WRC '98    | 2:58:42.3                    | +9:54.7                      |                              |
| 9.                                | Carlos Padilla               | Heriberto Cruz               | Citroën Saxo Kit Car         | 3:00:11.4                    | +11:23.8                     |                              |
| 10.                               | Javier Azcona                | Tomé Mario González          | Peugeot 106 Maxi             | 3:00:50.7                    | +12:03.1                     |                              |
| Klasyfikacja mistrzostw Hiszpanii |                              |                              |                              |                              |                              |                              |
| 1.                                | Jesús Puras                  | Marc Martí                   | Citroën Xsara Kit Car        | 2:48:47.6                    | 0.0                          |                              |
| 2.                                | Ricardo Avero                | Gregorio Pérez José          | Citroën Xsara Kit Car        | 2:53:32.2                    | +4:44.6                      |                              |
| 3.                                | José Brito Pérez             | Rubén González Dávila        | Peugeot 306 Maxi             | 2:54:50.3                    | +6:02.7                      |                              |
| 4.                                | Gregorio Picar               | Rodríguez Víctor Pérez       | Ford Escort WRC              | 2:57:17.9                    | +8:30.3                      |                              |
| 5.                                | Manuel Mesa                  | Domingo de Paz               | Peugeot 306 Maxi             | 2:57:52.1                    | +9:04.5                      |                              |
| 6.                                | Carlos Padilla               | Heriberto Cruz               | Citroën Saxo Kit Car         | 3:00:11.4                    | +11:23.8                     |                              |
| 7.                                | Javier Azcona                | Tomé Mario González          | Peugeot 106 Maxi             | 3:00:50.7                    | +12:03.1                     |                              |